# Brassaiopsis minor
Brassaiopsis minor là một loài thực vật thuộc họ Araliaceae. Đây là loài đặc hữu của Malaysia. Chúng hiện đang bị đe dọa vì mất nơi sống.